# 장뤼크 데하네
장뤼크 데하네(Jean-Luc Dehaene, 1940년 8월 7일 ~ 2014년 5월 15일)는 벨기에의 정치인으로 1992년부터 1999년까지 총리를 역임하였다. 프랑스어로는 "드엔"이라고 불린다.
자신의 정치 경력 동안에 그는 정치적 정돈을 협상하는 데 자신의 능력으로 "배관공"과 "소해정"이라는 별명이 붙었다. 기독교민주당과 플람스의 당원과 그 선재자인 데하네는 1981년 자신의 첫 장관직 임명을 얻었다. 기독교민주당과 사회민주당을 둘다 포함한 데하네의 첫 정부(1992 ~ 95)는 연방 정부로 효과적으로 벨기에를 전향시킨 새 헌법의 창조에 지배하였다. 그의 두번째 정부(1995 ~ 99)는 뒤투르 스캔들을 포함한 벨기에에서 일어난 다수의 위기와 함께 동시에 일어났다.
1999년 선거가 있기 조금 전에 일어난 디옥신 사건이 주요 정당들에 진폭과 데하네 정부의 몰락으로 이끌었다. 총리로서 자신의 마지막 기간에 이어 그는 벨기에와 유럽 정치 둘다에서 활동적이었다. 그는 또한 금융 위기 동안에 덱시아 은행을 경영하였다. 데하네는 보두앵 국왕 통치의 마지막 총리로서 특징을 보유하고 있다.

## 어린 시절과 정치 경력
데하네는 자신의 부모가 독일군의 벨기에 침입을 피하여 프랑스로 도망칠 때 몽펠리에에서 태어났다. 나뮈르 대학교와 루뱅 가톨릭 대학교에서 수학하는 동안에 그는 벨기에 올리비앙 회의의 일원이었다. 그는 기독교인민당으로 가깝게 연결된 노동 조합인 기독교 노동자 총연맹을 통하여 정계에 들어갔다.
데하네의 장기적 부인 셀리 베르베케는 미국 일리노이주에서 태어난 사람이었으나 그녀의 친가와 외가의 조부모가 벨기에 이민자들이었다. 그녀가 네덜란드어에서 자신의 부모에 의하여 길러지고 외국인 사투리 없이 말할 때 벨기에 사회는 오랫동안 그녀가 미국 출신이라는 것을 알아채지 못한 것으로 남아있었다.
1981년 사회 정세와 법령 개혁의 장관이 되어 1988년 자신이 부수상 겸 통신과 법력 개혁의 장관이 될 때까지 지냈다.

## 총리 재임

### 데하네 1차 내각 (1992 ~ 95)

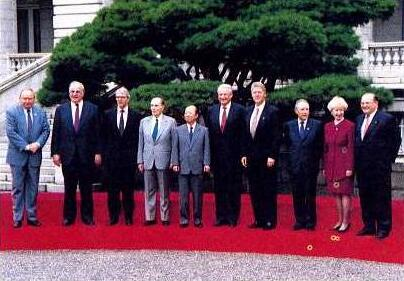
1993년 도쿄에서 열린 G7 정상회의에서 (오른쪽이 데하네)

1992년 히 버르호프스타트와 멜시오르 바텔레가 실패한 후, 데하네는 기독교민주당과 사회민주당의 연정을 형성하는 데 해냈다. 이 일은 1993년 벨기에를 성공적으로 연방 정부로 전향시킨 이유로 벨기에의 가장 중요한 정부들 중의 하나가 되었다. 3월 어떻게 공공적 재정들을 다루냐에 목적을 분기한 이유로 데하네는 국왕에게 자신의 정부의 사임을 제공하였다. 하지만, 1주 안에 다른점들이 곁에 놓였다.
7월 31일 보두앵 국왕의 사망 후, 데하네의 정부는 9일 후 알베르 왕자가 알베르 2세 국왕으로서 즉위할 때까지 왕립 연회를 행사하였다.
1994년 데하네는 벨기에의 평화유지군의 다수의 학살에 이어 르완다로부터 벨기에군의 일방적 철수로 명령을 내려 투치 족의 집단살해로 마지막 방책을 향상시켰다. 이 결정으로 벨기에 국회로부터 의문들이 있는 동안에 그는 결정에 관하여 되풀이적으로 후회하지 않는다고 인정하였다. 그는 유럽 연합의 의장으로서 자크 들로르를 대체하는 데 지도적인 후보였으나 존 메이저 영국 총리는 임명을 거부하였다. 룩셈부르크의 총리 자크 상테르가 대신 타협 후보로서 임명되었다.

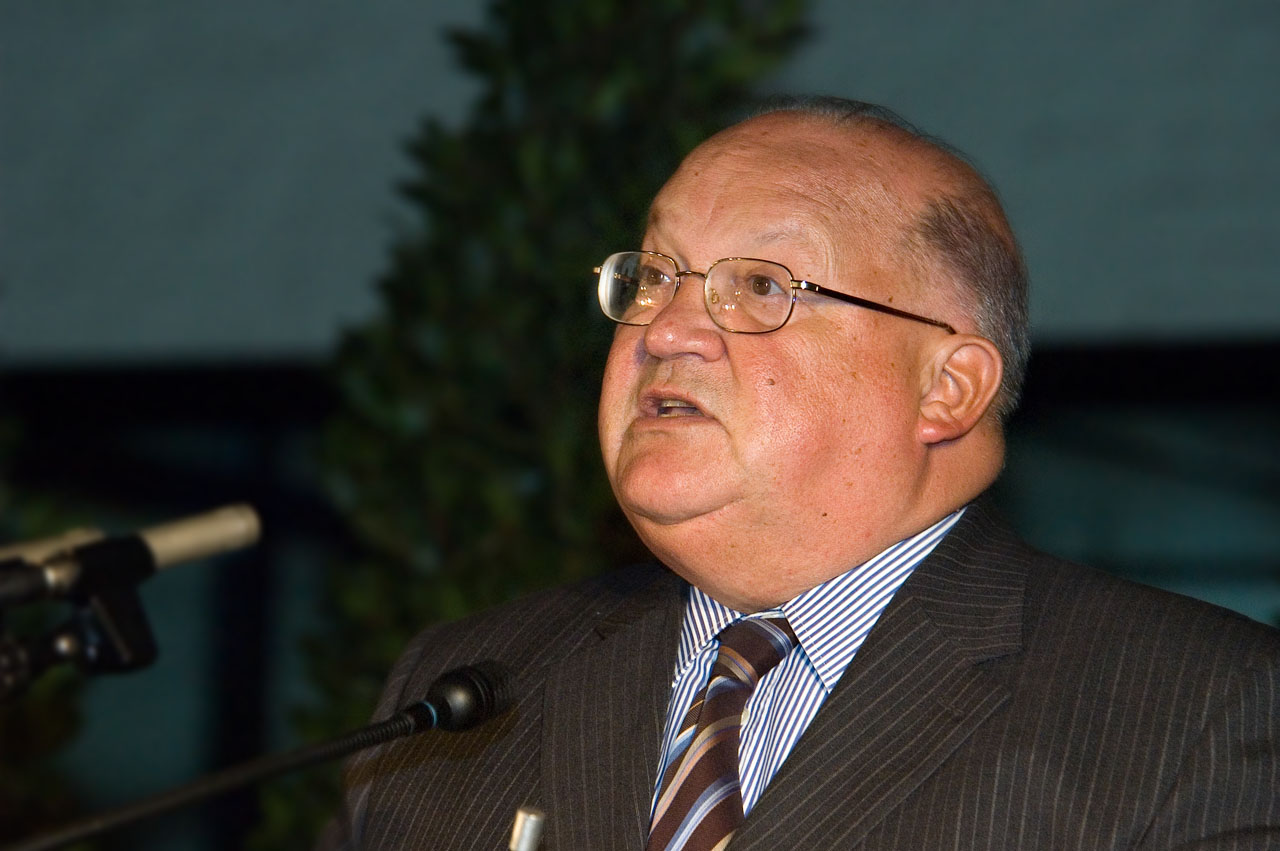
2005년 연설하는 데하네

### 데하네 2차 내각 (1995 ~ 99)
데하네의 2번째 정부는 또한 기독교민주당과 사회민주당으로 구성되었다. 정부가 다수의 정치적 위기와 스캔들의 다수에 의하여 특징을 진 사실에 불구하고 가장 두드러지게 나타난 뒤트루 사건은 전체의 입법부를 섬기는 데 해냈다. 이 시기 동안에 유럽을 하나로 하는 자신의 일로 1996년 유럽을 위한 전망의 상을 수상하였다. 데하네는 벨기에를 유로로 이끌었고, 유로존에 가입하는 준비에서 데하네 정부는 어떤 날카롭고 인기없는 경제적 개혁들을 만드는 데 강요되었다. 1999년 선거가 있기 몇주 전에 식량 스캔들이 일어나 양당은 자신들의 후원의 거의를 잃고 말았다. 그는 히 버르호프스타트가 이끈 새 정부에 의하여 대체되었다.

## 1999년 이후

### 후반의 정치 경력
2000년과 2007년 사이에 그는 빌보르데의 시장으로 지냈다. 자신의 정당이었던 기독교민주당과 플람스의 요구에서 그는 2003년 선거가 있는 동안에 다시 한번 후보에 올랐으나 이일은 당의 명단에 마지막 사람으로서 자신이 놓이면서 총리가 되는 데 명확하게 목적과 함께 하지 않았다. 2004년 6월과 2009년 6월 다시 데하네는 중도우파의 유럽 국민당 그룹 안에서 기독교민주당과 플람스를 위하여 유럽 의회로 선출되었다. 2003년 그는 블러리크 상을 수상하였다.
2007년 벨기에 총선 후에 데하네는 새로운 정부를 형성하는 데 진행에서 중재인으로 임명되었다. 그는 또한 브뤼셀-할레-빌보르데 주위에 협상들에서 보조하는 데 불러들였다.

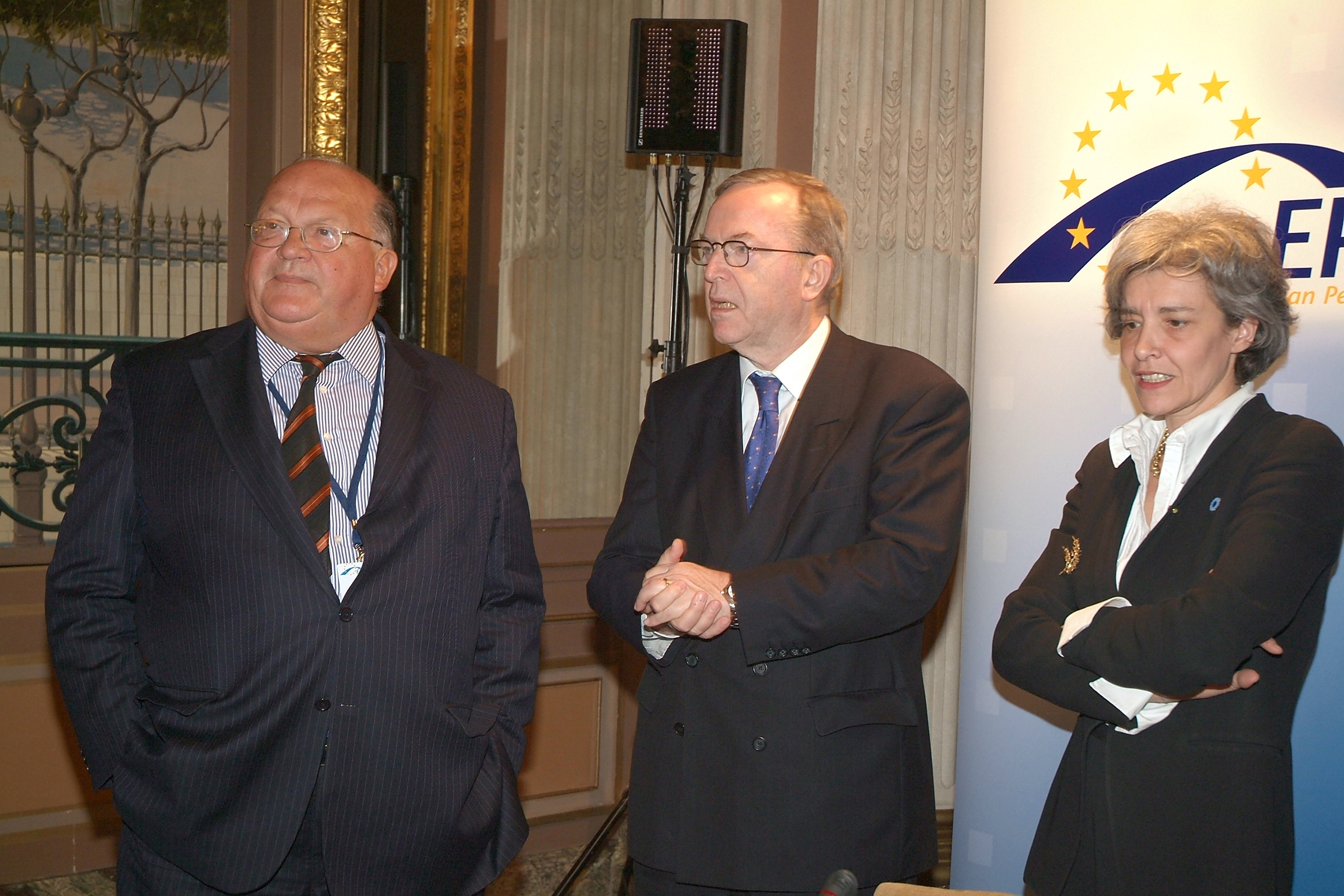
2005년 3월 유럽 국민당 회의에서 데하네(왼쪽)과 빌프리트 마르턴스 (중앙)

### 덱시아 은행
이전에 인베브의 이사로 지내온 데하네는 2008년 10월 벨기에와 프랑스의 은행 덱시아 은행의 의장이 되었다. 금융 위기로 인한 문제들에서 은행과 함께 그는 자신이 "미션 임파서블"로 묘사한 어려운 시기를 통하여 회사를 이끄는 데 의문이 제기되었다. 자신이 광범한 정치적 배경을 가진 이유로 그 일은 자신이 금융 위기로 인한 재정적 설정 덱시아의 부정적 지각력과 극복할 수 있었다고 생각했던 것이었다. 그의 정치적 연결들은 벨기에 정부에 의하여 첫째로 마련된 9백 조 유로로 모금된 보증들을 안정시키는 데 덱시아의 나빴던 경영에 도움을 주었다. 2012년 덱시아 벨기에는 벨피우스가 되었다.

## 사망
2014년 5월 14일 자신이 프랑스 캥페르에서 휴가를 즐기는 동안에 떨어진 후 사망하였다. 그는 동년 일찍이 췌장암과 진단되어 왔으며 건강의 이유들로 그해 선거에서 유럽 의회의 의원으로서 재선을 추구하지 않았다. 그는 73세였다. 그의 시신은 빌보드의 시청사에 놓여있다.